# 朗埃兰
朗埃兰（法語：Lanhélin，法語發音：[lɑ̃.elɛ̃]）是法国伊勒-维莱讷省的一个旧市镇，位于该省西北部，属于圣马洛区。该旧市镇总面积6.43平方公里，2009年时的人口为934人。

## 人口
朗埃兰人口变化图示